# 梶並伸博
梶並 伸博（かじなみ のぶひろ、1957年3月1日 - ）は、日本の実業家。株式会社ベクター創業者・代表取締役社長。

## 人物・来歴
栃木県宇都宮市生まれ。栃木県立宇都宮高等学校を経て、1980年に東京工業大学社会工学科卒業後、もともとはキャリア国家公務員志望だったが、腕試しに受けた栃木県庁に合格し入庁。税務課に配属され、お盆の時期などは15分で終わってしまうような暇な仕事に従事した。その後世間のことを勉強したいと考え、ジャーナリストを志して、1981年日経マグロウヒル（現日経BP）入社。日経バイト、日経パソコン、日経MIXの立ち上げ等にあたった。
パソコンのことに詳しくなったので起業をしようと1988年に退社し、1989年ベクターデザイン設立、同社代表取締役に就任。1996年同社を改組しベクター代表取締役社長兼営業部長に就任。CD-ROM付雑誌や、ソフトウェア通信販売、オンラインゲームなどの事業を展開し、2000年にはナスダック・ジャパンに上場。2004年バリューモア取締役。2007年ベルクス代表取締役。2018年ソフトバンクの子会社となり業務提携を締結。2019年にはオンラインゲーム事業から撤退した。